# 水碓觀景公園
水碓觀景公園位於臺灣新北市五股區水碓二路底，於民國88年正式啟用。公園本身採斜坡式設計，占地約10.50公頃。公園可分10階層，每一階都有一座涼亭方便歇腳，廁所只有1、3、5階有。一、二月時可到此地來欣賞八重櫻，園區不時有飛機降落經過，特色的「五股」、「WUGU」字梯是不錯的造景。夜晚的景色別有一番風味，木棧道旁邊的燈光照射下營照出跟白天不同的感受。

## 設施

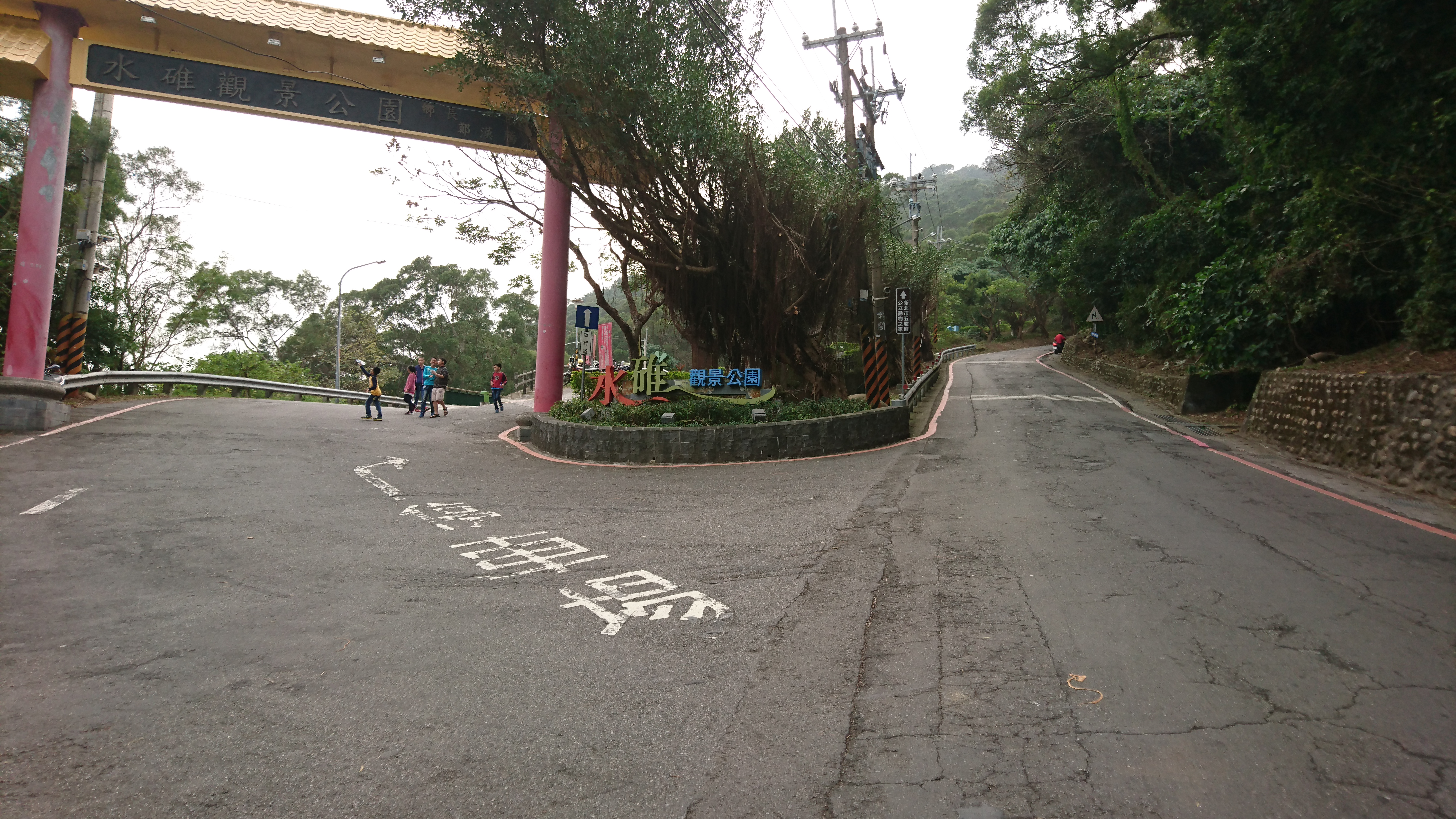
停車場入口
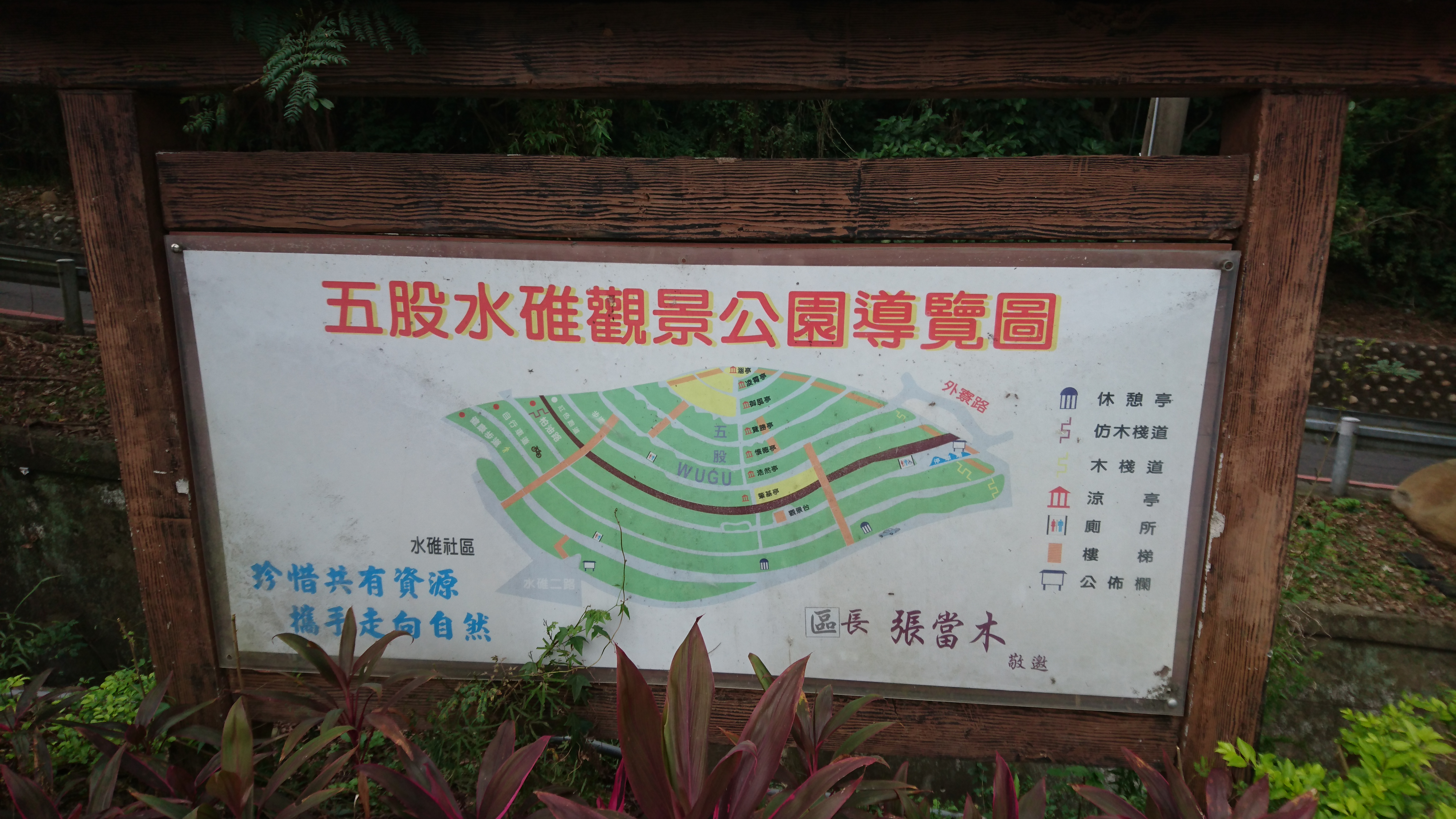
公園導覽圖
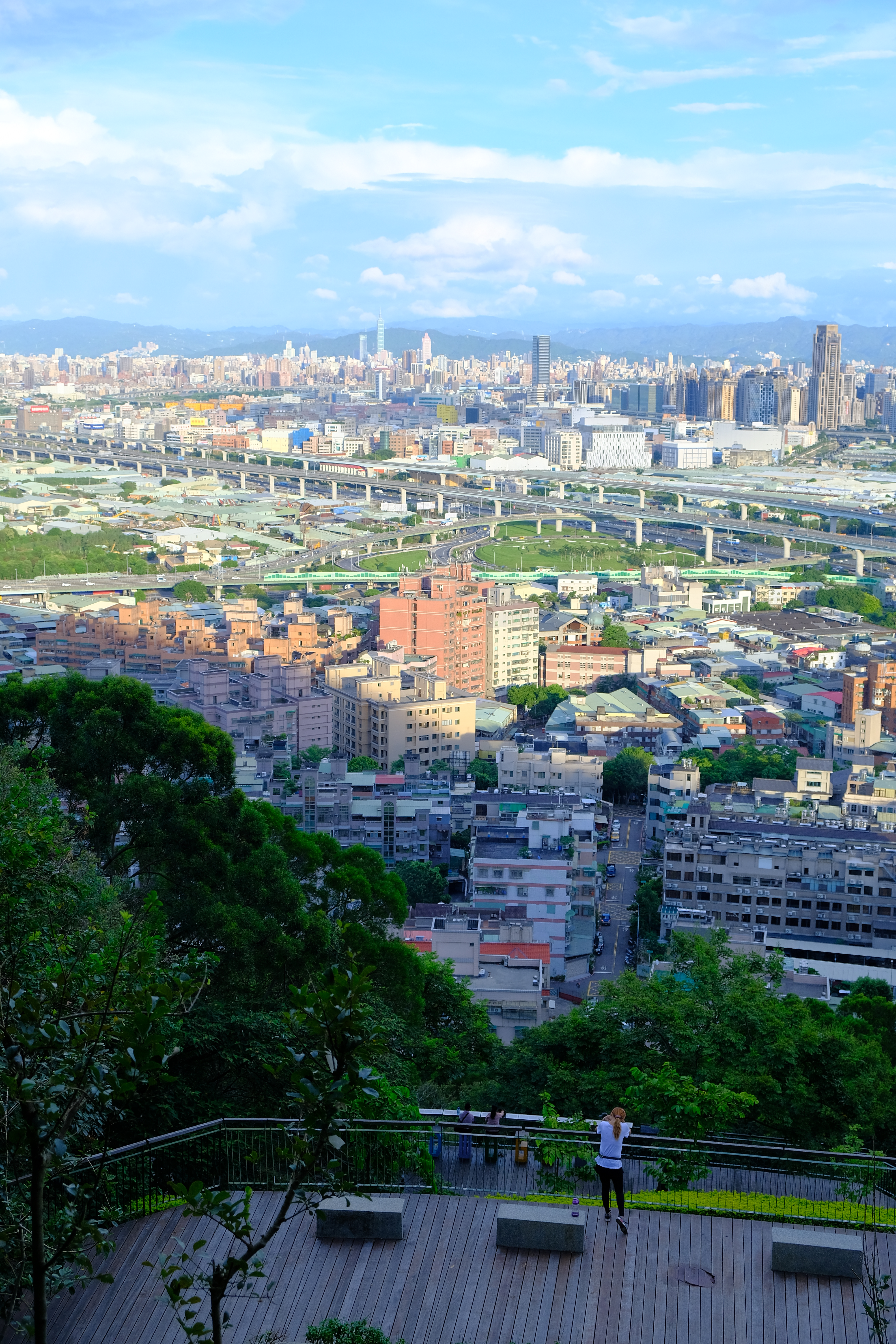
第九階眺望
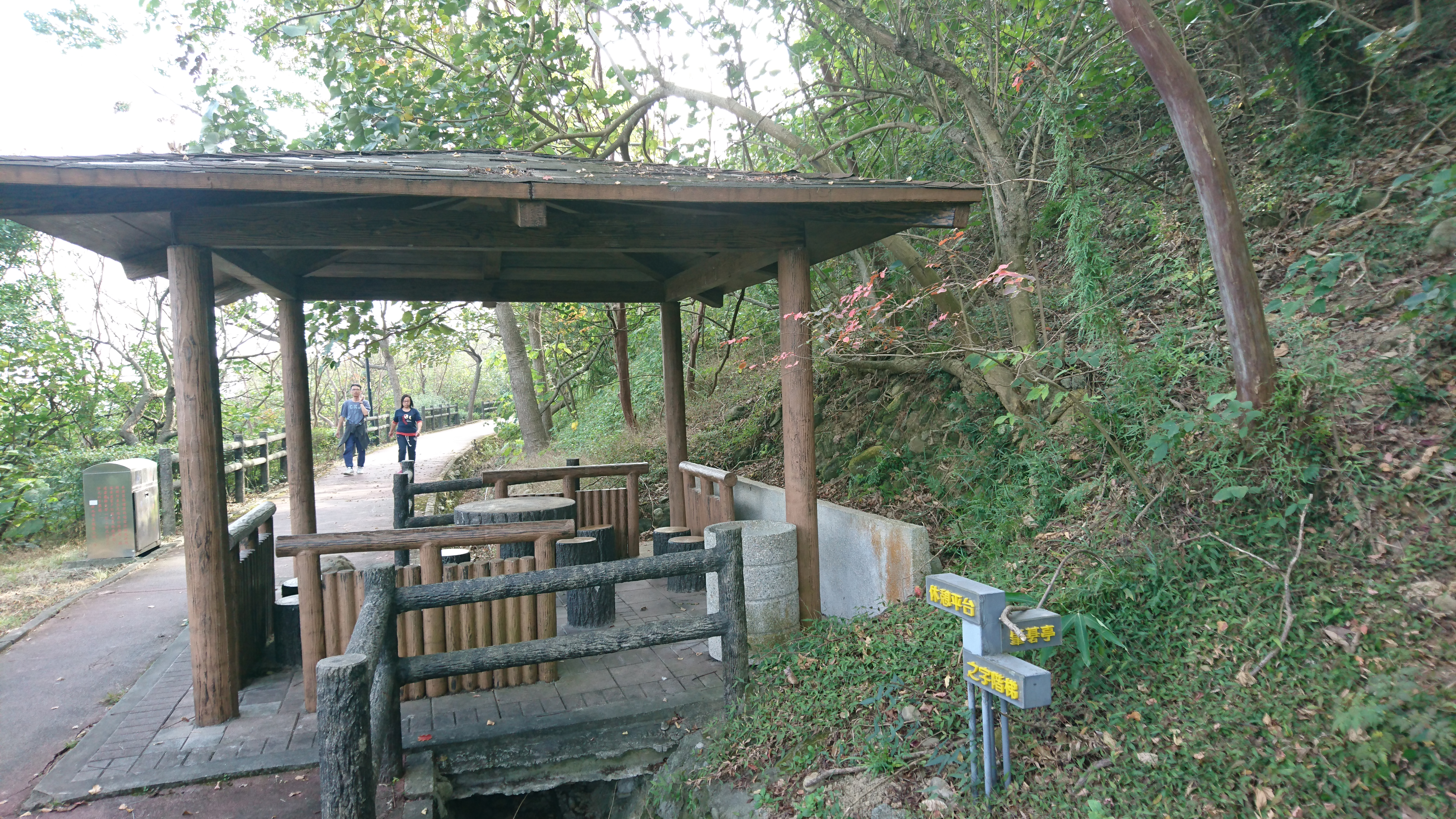
肇碁亭
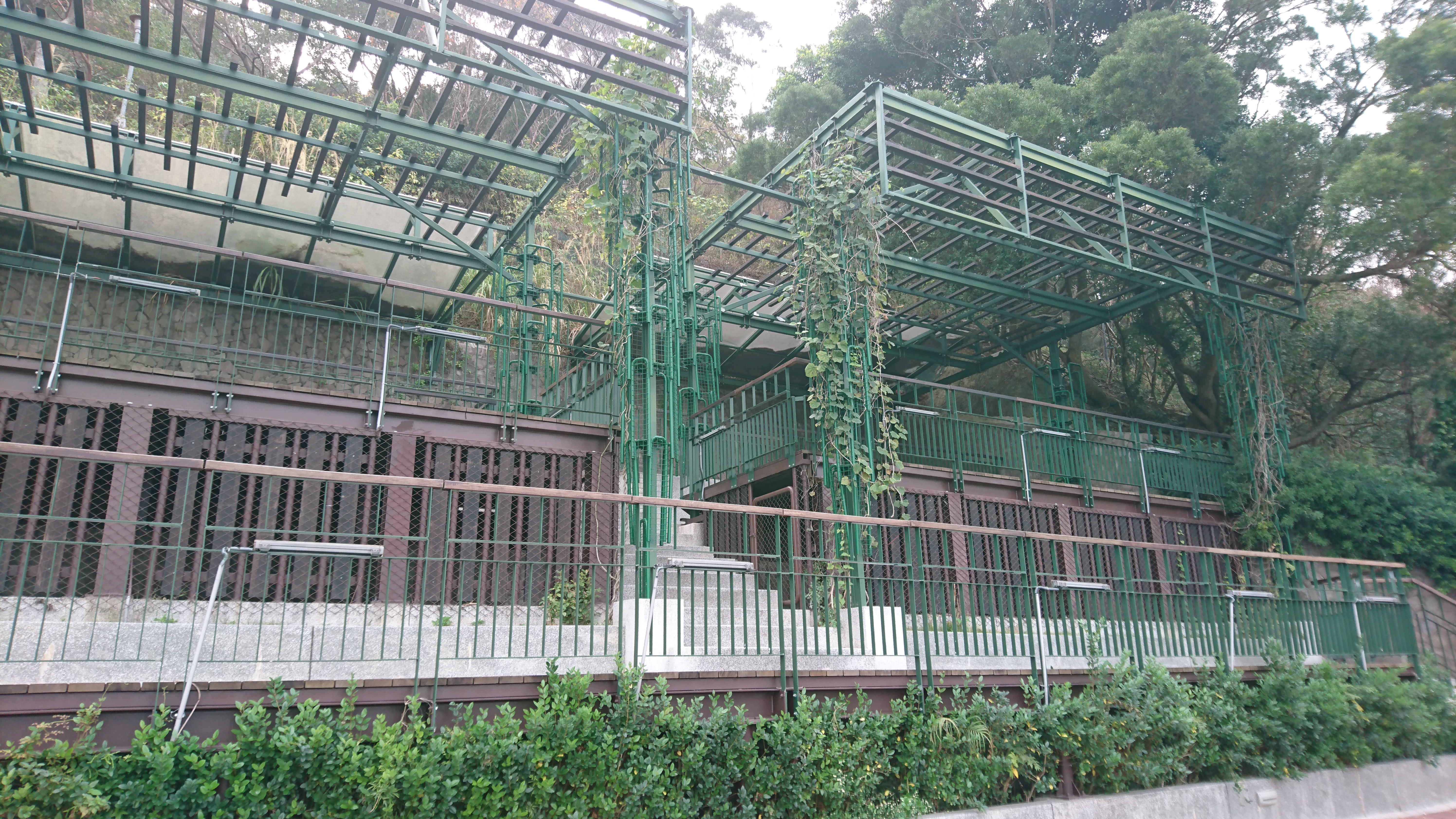
觀景台

## 外部連結
- 水碓觀景公園-新北市觀光旅遊網 （页面存档备份，存于）